# Ineos Grenadier
Ineos Grenadier – samochód terenowy klasy wyższej produkowany przez brytyjskie przedsiębiorstwo Ineos Automotive od 2022 roku.

## Historia i opis modelu

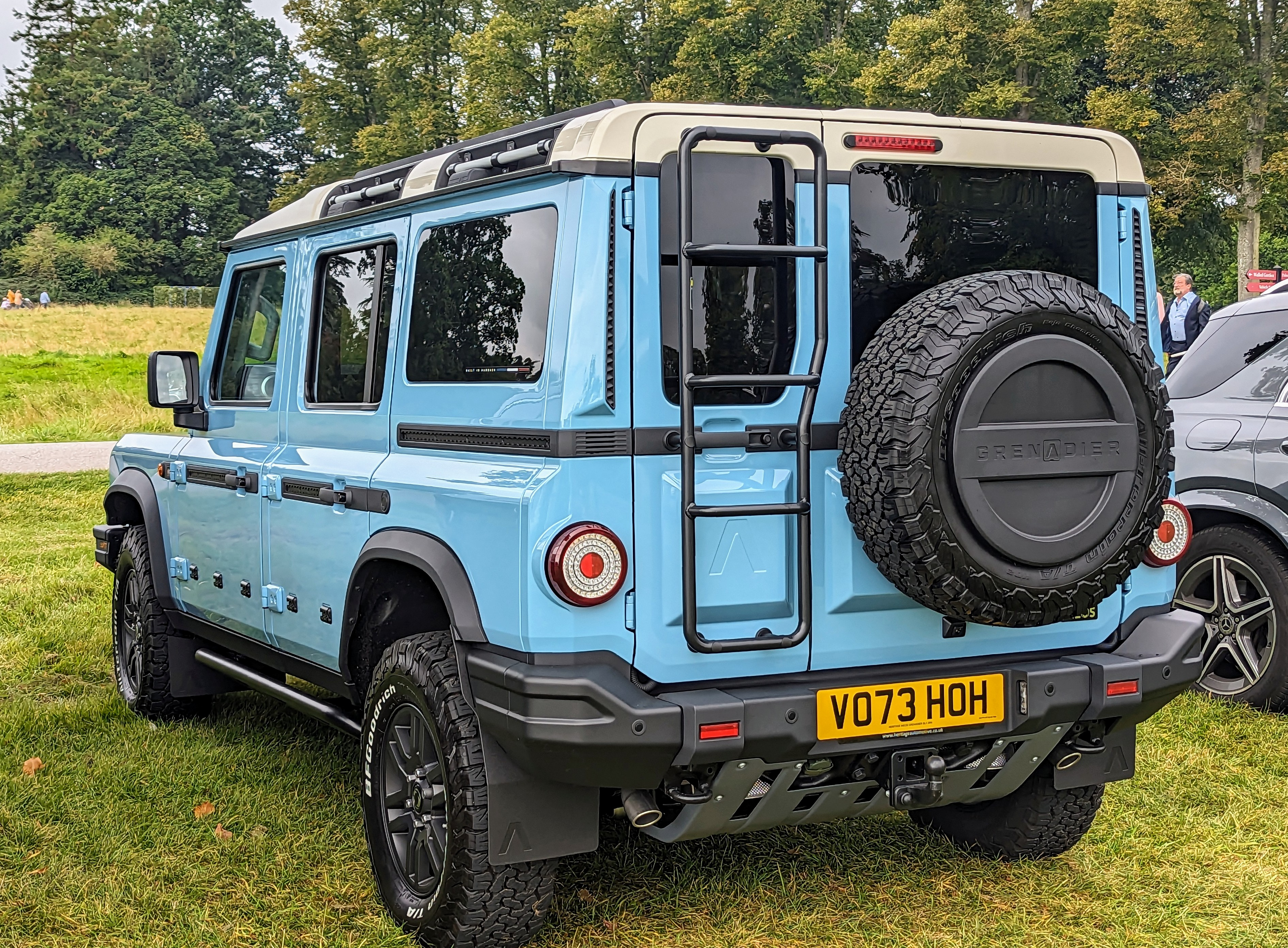
Ineos Grenadier - tył

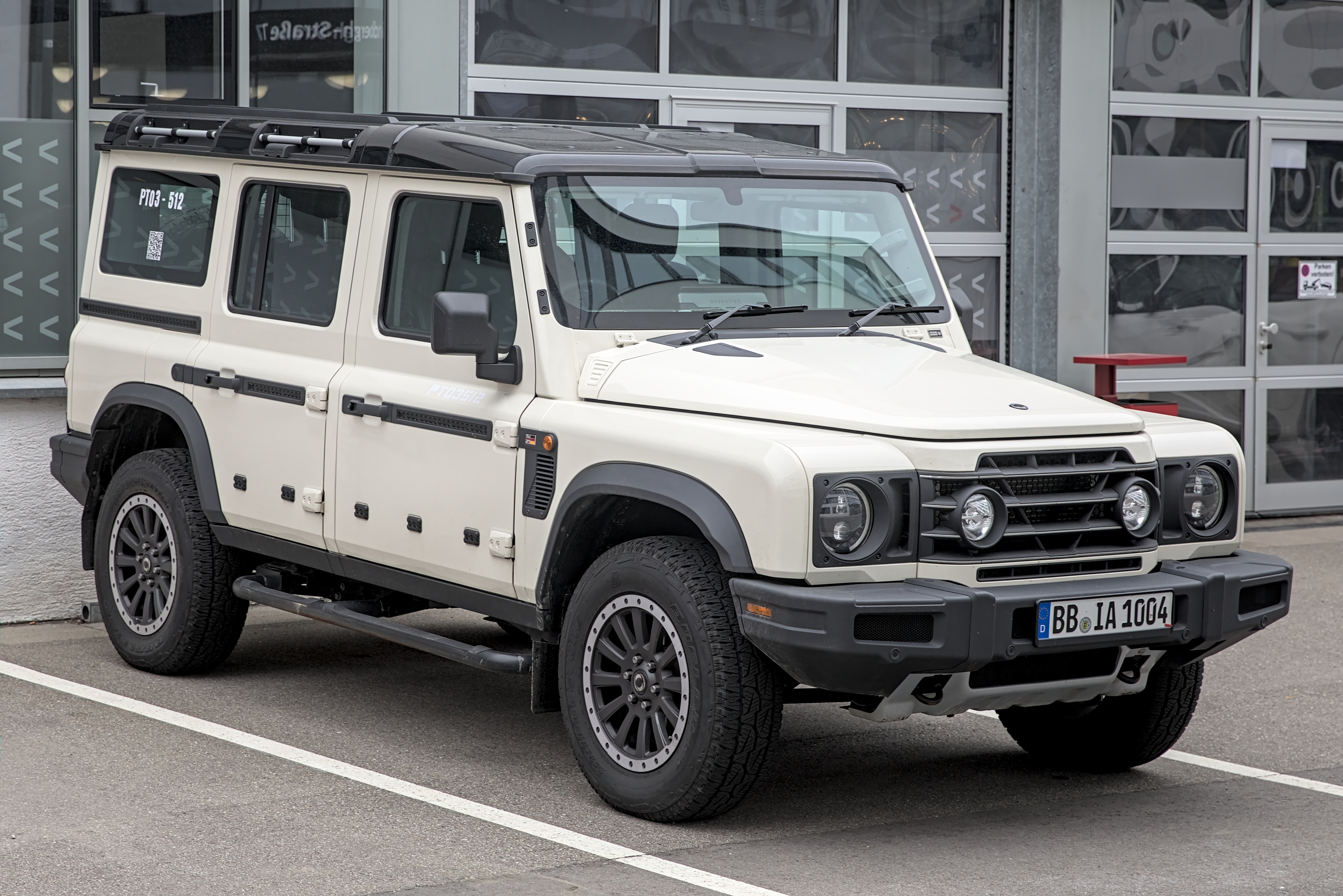
Ineos Grenadier Fieldmaster Edition

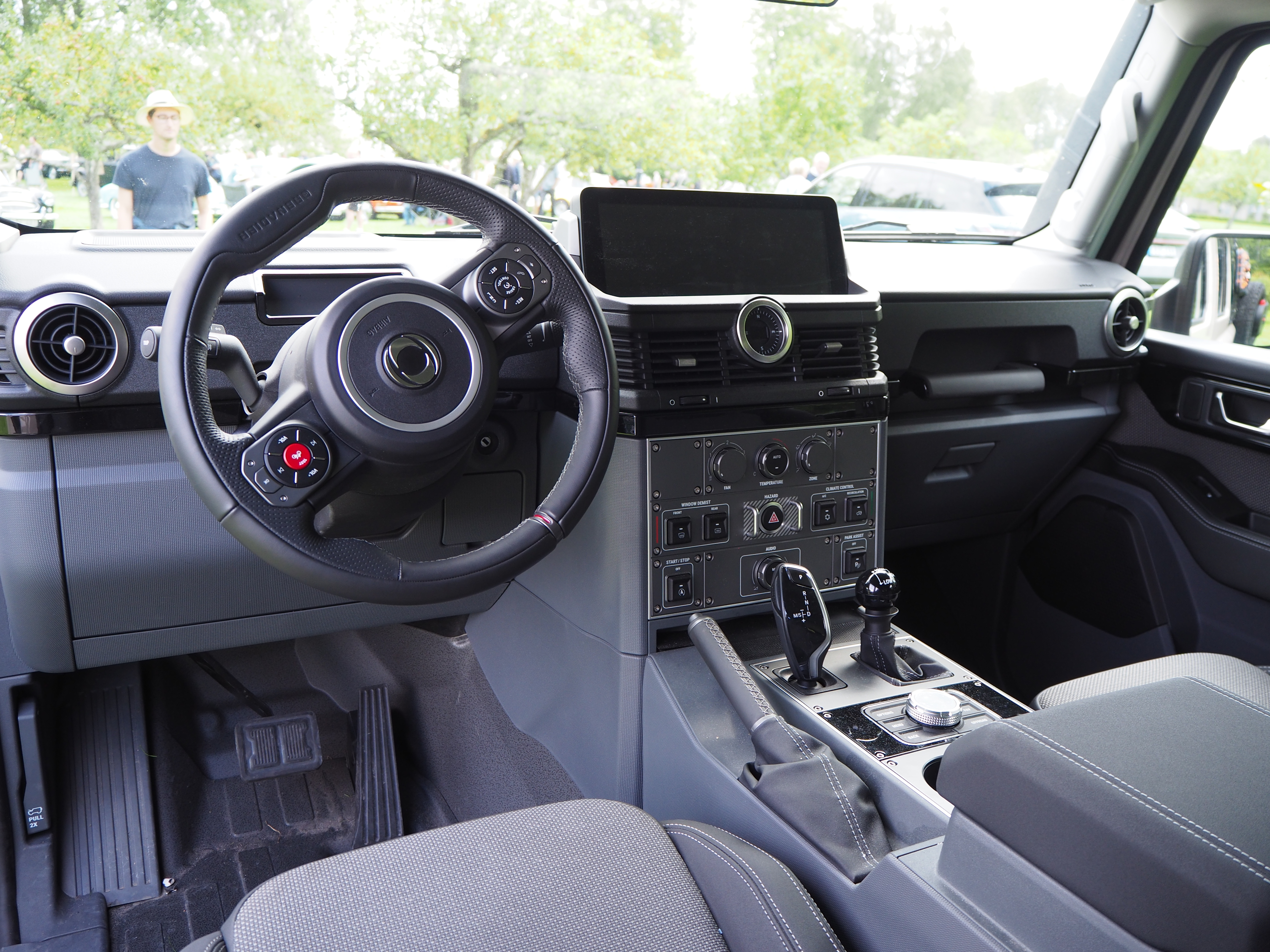
Ineos Grenadier - kokpit

### Rozwój
Po raz pierwszy plany zbudowania samochodu terenowego będącego współczesną interpretacją pierwszej generacji Land Rovera Defendera z lat 1983–2016 ogłoszono w lutym 2017 roku. Pomysłodawcą przedsięwzięcia został brytyjski miliarder sir Jim Ratcliffe, właściciel koncernu chemicznego Ineos, który rok wcześniej do tych celów powołał przedsiębiorstwo Ineos Automotive. W lutym 2018 ujawniono, że brytyjski samochód terenowy rozwijany jest w pod nazwą Projekt Grenadier, nawiązując do pubu w londyńskim Knightsbridge, w którym Ratcliffe omawiał pierwsze detale przedsięwzięcia. Wtedy też pozyskano pierwszego ważnego partnera technologicznego, współpracującą dotychczas m.in. z Mercedesem-Benzem niemiecką firmę Mbtech. W grudniu 2019 z kolei nawiązano kooperację z austriacką Magną Powertrain przy opracowywaniu ramy i zawieszenia. W międzyczasie, we wrześniu tego samego roku ogłoszono, że współczesna interpretacja klasycznego Land Rovera Defendera będzie nosić nazwę Ineos Grenadier.

### Premiera
Pierwsze oficjalne fotografie i wstępną specyfikację techniczną Grenadiera przedstawiono w lipcu 2020. Klasyczną stylistykę łączącą elementy retro z oświetleniem typu LED opracował szef działu projektowego Ineos Automotive, Toby Ecuyer. Samochód zyskał foremną sylwetkę bezpośrednio nawiązującą kształtem bryły nadwozia, linią dachu i szyb czy przetłoczeniami do pierwowzoru Land Rovera. W pierwszej kolejności zadebiutowała odmiana z 5-drzwiowym nadwoziem, planując uwzględnienie w gamie także 2-miejscowej odmiany użytkowej oraz 4-drzwiowego pickupa.
Właściwości terenowe zapewniło nie tylko off-roadowe ogumienie, ale i m.in. umieszczone zewnątrz koło zapasowe i drabinka do wejścia na dach na klapie bagażnika. Głównymi założeniami podczas procesu konstrukcyjnego było oparcie modelu na ramie, zawieszenie ze sztywnymi mostami, stały mechaniczny napęd na cztery koła oraz tradycyjny silnik spalinowy. Za dostarczenie jednostki napędowej wraz ze skrzyniami biegów wybrano niemieckie BMW. Prezentacja wstępnych informacji na temat Ineosa Grenadiera była wstępem do dalszego intensywnego procesu rozwojowego, w ramach którego przez kolejne 2 lata samochód w formie przedprodukcyjnych prototypów miał przejechać 1,8 miliona kilometrów.
W lipcu 2021 Ineos Automotive przedstawiło pierwsze oficjalne fotografie kabiny pasażerskiej Grenadiera, którą utrzymano w surowym, użytkowym wzornictwie uwzględniającym też nowoczesne, cyfrowe rozwiązania. Tuż za dwuramiennym kołem kierownicy znalazł się niewielki wyświetlacz cyfrowych zegarów, z kolei masywną konsolę centralną wzbogaciły liczne przełączniki i przyciski, które znalazły się także na podsufitce. Na szczycie deski rozdzielczej znalazł się 12,3 calowy, dotykowy ekran systemu multimedialnego spokrewnionego z systemem BMW. Od niemieckiej firmy zapożyczono też charakterystyczny, wąski dżojstik do zmiany trybów jazdy automatycznej przekładni biegów. Ineos Grenadier trafiły do sprzedaży z dwoma rodzajami sześciocylindrowych silników konstrukcji BMW: benzynowym o mocy 285 KM oraz wysokoprężnym rozwijającym 249 KM. Oba silniki współpracują z ośmiobiegową automatyczną skrzynią biegów, którą dostarcza niemiecka firma ZF Friedrichshafen.

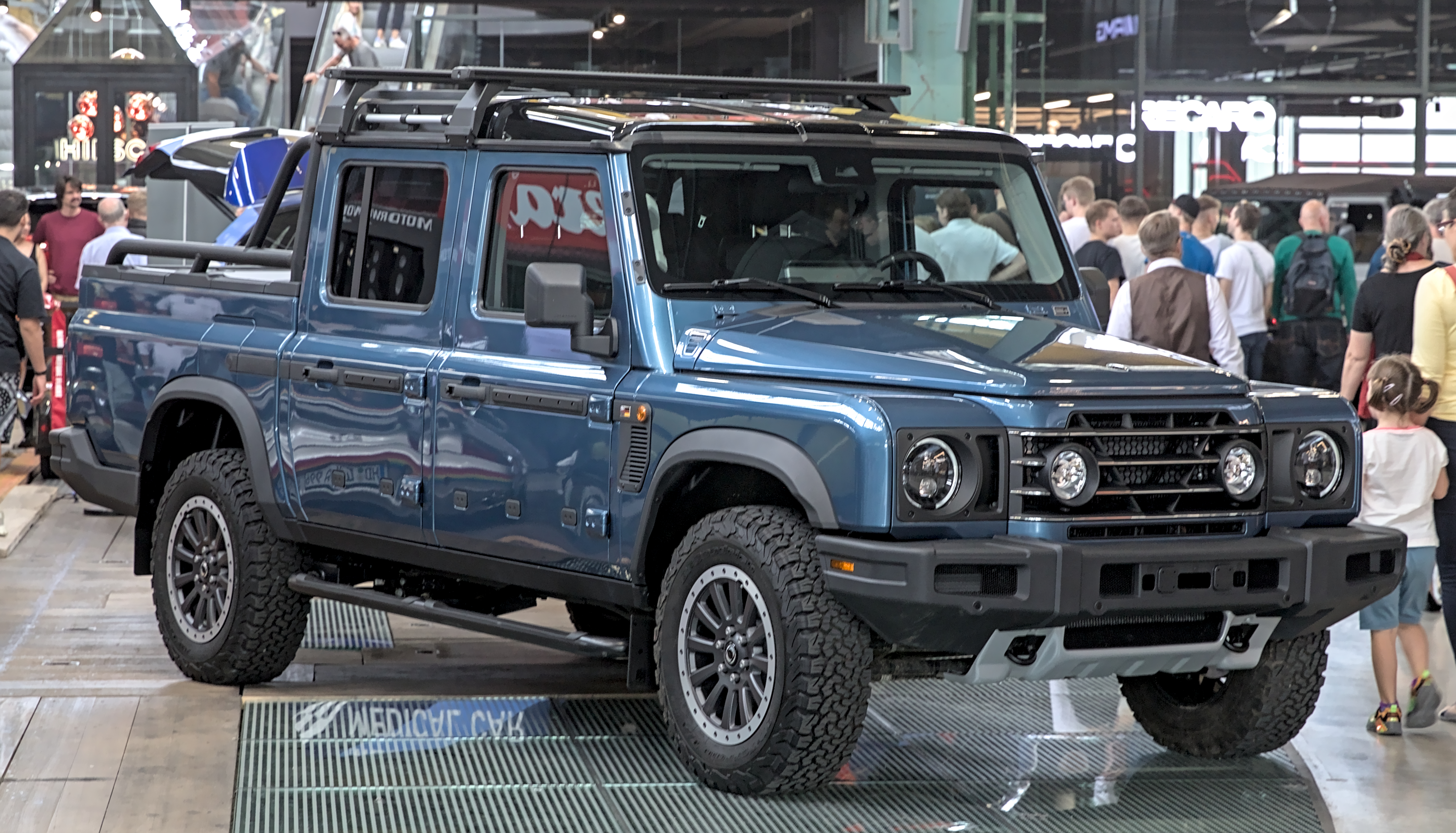
Ineos Grenadier Quartermaster

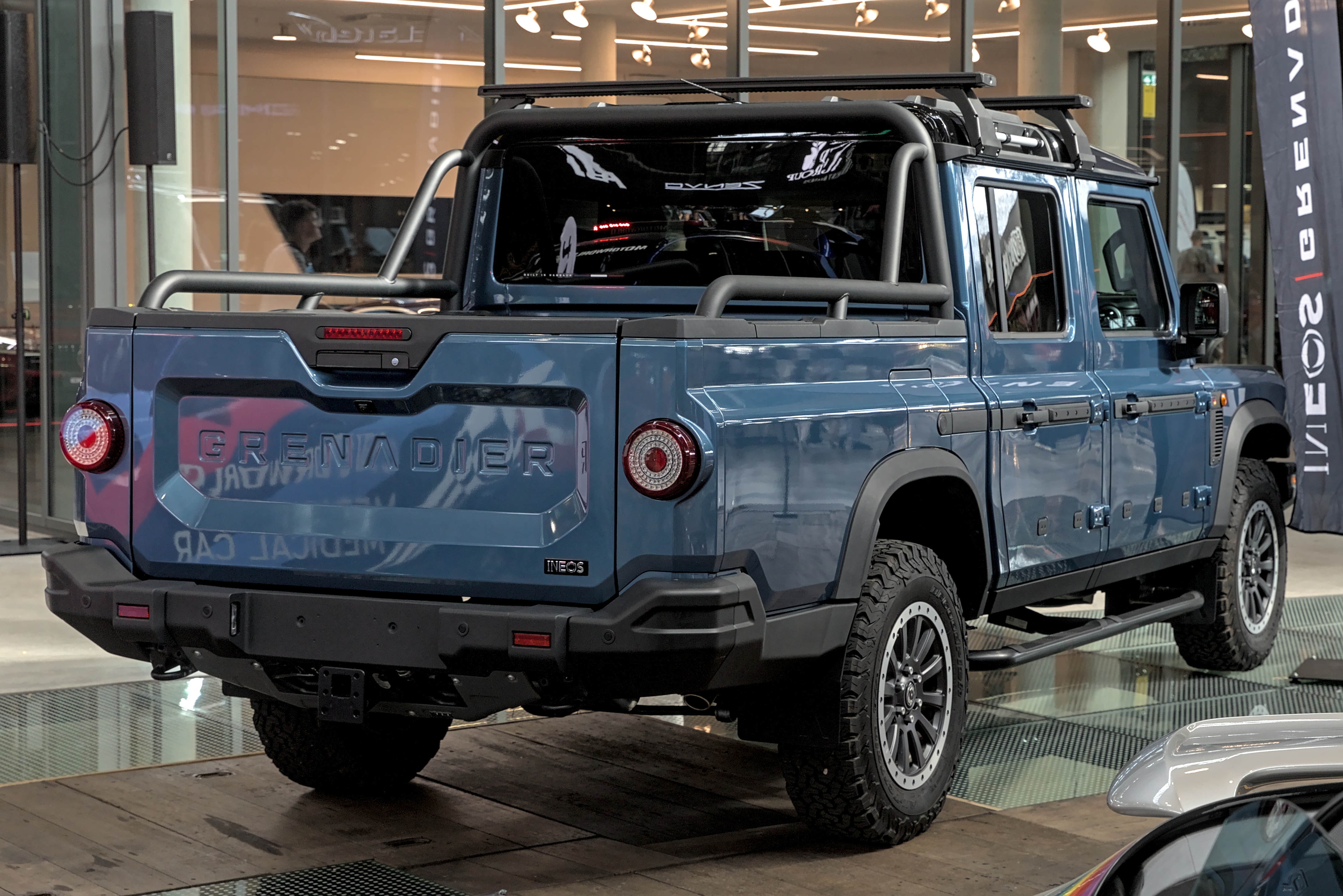
Ineos Grenadier Quartermaster - tył

### Grenadier Quartermaster
Ponad 3 lata po pierwszej zapowiedzi Ineos Automotive przedstawił oficjalnie drugi wariant nadwozia w formie 4-drzwiowego pickupa o nazwie Grenadier Quartermaster. Samochód wyróznił się inaczej ukształtowanym drugim rzędem drzwi, długim przedziałem transportowym i większym o 305 mm rozstawem osi. Samochód może przewieźć co najmniej jedną europaletę, posiada ładowność 760 kilogramów i 3,5 tony masy maksymalnej ciągniętego ładunku. Samochód zachował takie same parametry techniczne co wariant 5-drzwiowy.

### Grenadier FCEV
Jeszcze w fazie rozwoju produkcyjnej odmiany Ineosa Grenadiera, brytyjski producent w październiku 2021 zapowiedział chęć budowania swojego modelu terenowego także w odmianie napędzanej wodorem z wykorzystaniem technologii południowokoreańskiego koncernu Hyundai Motor Group. Testy prototypów z takim napędem rozpoczęły się w 2022, a rozwój wodorowych napędów dla samochodów terenowych firmy zainwestowano ponad 1,7 miliarda funtów. W tym samym roku Ineos Automotive poinformowało, że rozważa opracowanie Grenadiera także w czysto elektrycznym wariancie. Tymczasem w lipcu 2023 podczas Goodwood Festival Of Speed zaprezentowany został prototyp Grenadier FCEV wykorzystujący układ wodorowy konstrukcji BMW, bez wskazanej daty prezentacji i wstępnie zbudowany jedynie w celach testowych.

### Sprzedaż
Pierwotnie produkcja Ineosa Grenadiera miała odbywać się lokalnie, na terenie Wielkiej Brytanii. We wrześniu 2019 Reuters podawał, że Jim Ratcliffe chce zainwestować 600 milionów funtów w budowę nowej fabryki w walijskim Bridgend, tworząc 500 miejsc pracy. Rozważano wtedy też drugą lokalizację na wytwarzanie terenowego modelu w postaci miasta Estarreja w Portugalii. W grudniu 2020 brytyjska firma ogłosiła zmianę decyzji, za miejsce produkcji Grenadiera wybierając ostatecznie dawne zakłady niemieckiego Smarta we francuskim Hambach. Ineos Automotive kupiło w ten sposób zakłady od Daimlera, przejmując 1,3 tysiąca pracowników i zwracając uwagę na bliskość Niemiec, skąd dostarczane miały być układy napędowe BMW. 
Pierwotnie początek produkcji wyznaczono na koniec 2021 roku, jednak ostatecznie seryjna produkcja Ineosa Grenadiera rozpoczęła się w drugiej połowie października 2022 z dostawami pierwszych sztuk wyznaczonymi na grudzień tego samego roku. Wśród rynków zbytu już we wrześniu 2021 roku uwzględniono Polskę, w której brytyjska firma zaplanowała uruchomienie autoryzowanej sprzedaży w co najmniej 3 punktach dealerskich poczynając od 2022 roku, serwisowanie zapewniając we współpracy z firmą Bosch.

### Silniki
Benzynowe:
- R6 3.0l BMW B58 285 KM

Wysokoprężne:
- R6 3.0l BMW B57 249 KM